# Дай (музыкант)
Дай (род. 20 декабря 1974 года; префектура Миэ, Япония) — японский музыкант, более известный как ритм-гитарист авангард-метал группы Dir en grey. Свою музыкальную карьеру Дай начал будучи в составах таких групп, как Ka･za･ri и La:Sadie’s. Помимо основной группы Dir en grey Дай занимается музыкальным творчеством в сайд-проекте под названием DECAYS с 2015 года; в 2017 году группа издала дебютный альбом. Является вторым по счёту главным композитором песен группы Dir en grey (на первом месте ритм-гитарист Каору). При чём его песни как правило более оптимистичны (например «Mr.Newsman», «304号室、白死の桜» и «理由»).

## Музыкальное оборудование
Дай является эндорсером гитар фирмы ESP. Помимо самих гитар, он также использует педали и медиаторы этой фирмы. ESP Custom Shop на заказ Дая сделали ему две именные гитары: модели DDT и D-DR.